# Lyngseidet
Lyngseidet is een plaats in de Noorse gemeente Lyngen, provincie Troms. Lyngseidet telt 864 inwoners (2007) en heeft een oppervlakte van 0,99 km².